# ブラウン郡 (イリノイ州)

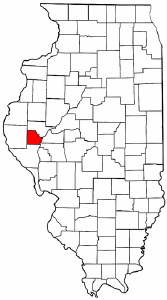
イリノイ州内の位置

ブラウン郡 (Brown County) は、アメリカ合衆国イリノイ州に位置する郡である。2015年の人口は6,829人である。ここの郡庁所在地はw:Mount Sterling, Illinoisである。

## 地理
アメリカ合衆国統計局によると、この郡は総面積796 km2 (307 mi2) である。このうち792 km2 (306 mi2) が陸地で4 km2 (2 mi2) が水地域である。総面積の0.52%が水地域となっている。

## 人口動静
2000年国勢調査で、この郡は人口6,950人、2,108世帯、及び1,380家族が暮らしている。人口密度は9/km2 (23/mi2) である。3/km2 (8/mi2) の平均的な密度に2,456軒の住居が建っている。この郡の人種的構成は白人80.29%、アフリカン・アメリカン18.20%、先住民0.09%、アジア0.13%、太平洋諸島系0.07%、その他の人種0.68%、及び混血0.55%である。人口の3.93%がヒスパニックまたはラテン系である。
この郡内の住民は17.80%が18歳未満の未成年、18歳以上24歳以下が12.60%、25歳以上44歳以下が37.50%、45歳以上64歳以下が19.40%、及び65歳以上が12.70%にわたっている。中央値年齢は35歳である。女性100人ごとに対して男性は174.70人である。18歳以上の女性100人ごとに対して男性は194.50人である。
この郡の世帯ごとの平均的な収入は35,445米ドルであり、家族ごとの平均的な収入は43,207米ドルである。男性は24,888米ドルに対して女性は20,558米ドルの平均的な収入がある。この郡の一人当たりの収入 (per capita income) は14,629米ドルである。人口の8.50%及び家族の4.80%は貧困線以下である。全人口のうち18歳未満の10.00%及び65歳以上の10.00%は貧困線以下の生活を送っている。

## 都市及び町
- Mound Station
- Mount Sterling
- Ripley
- Versailles

1. ↑   Find a County, National Association of Counties 2011年6月7日閲覧。
2. ↑   American FactFinder, United States Census Bureau 2008年1月31日閲覧。